# Onkilammi-Tunturilammi
Onkilammi-Tunturilammi este o arie protejată (arie specială de conservare — SAC, sit de importanță comunitară — SCI) din Finlanda întinsă pe o suprafață de 15,8 ha, integral pe uscat.

## Localizare
Centrul sitului Onkilammi-Tunturilammi este situat la coordonatele 60°56′21″N 24°09′05″E / 60.9392°N 24.1514°E.

## Înființare
Situl Onkilammi-Tunturilammi a fost declarat sit de importanță comunitară în mai 2002 pentru a proteja un număr necunoscut de specii din flora spontană și fauna sălbatică aflate în arealul zonei. Situl a fost protejat și ca arie specială de conservare în aprilie 2015.

## Biodiversitate
Situată în ecoregiunea boreală, aria protejată conține 1 habitat natural: Lacuri eutrofice naturale cu vegetație de tip Magnopotamion sau Hydrocharition.
La baza desemnării sitului se află un număr nedeclarat de specii protejate.
Pe lângă speciile protejate, pe teritoriul sitului au mai fost identificate 1 specie de plante.